# 宮崎公立大学
宮崎公立大学（みやざきこうりつだいがく、英語: Miyazaki Municipal University）は、宮崎県宮崎市にある公立大学。

## 概要
1993年4月に、宮崎県内7市町（当時）が設立した宮崎公立大学事務組合によって、宮崎大学教育学部の跡地に開学した。2013年現在では、宮崎市が単独で運営する公立大学法人によって設置されている。日本では数少ないリベラル・アーツ教育を行っている大学のひとつである。

## 沿革
- 1991年（平成3年）7月 - 宮崎市・宮崎郡清武町・田野町・佐土原町・東諸県郡高岡町・国富町・綾町が一部事務組合として宮崎公立大学事務組合を設立。
- 1993年（平成5年）4月 - 開学。
- 1997年（平成9年）3月 - 同窓会「なな会」が発足。
- 2005年（平成17年）11月 - 凌雲会館完成。
- 2007年（平成19年）
  - 4月 - 公立大学法人宮崎公立大学を設立。
  - 10月 - 同窓会が「凌雲なな会」へと改称。
- 2011年（平成23年）4月 - 宮崎公立大学事務組合を解散、宮崎市による単独運営となる。事務組合の構成市町村のうち、国富町・綾町を除く全町が宮崎市に編入されたこともあり、2010年度には運営費のほぼ全額（99.95%）を宮崎市が負担していた[1]。

## 学部・大学院等
- 人文学部
  - 国際文化学科

## 大学関係者

### 教員
- 有馬晋作 - 学長（2017年4月 - ）、専門分野は行政学・地方自治論

### OB・OG
- 藤島由芽 - （2017年卒）宮崎放送アナウンサー
- 岩田奈月 - 元モデル、本校在学中にスカウトされたことをきっかけに活動開始
- Tokimaru Tanaka - エクストリームミニマリスト

## 対外関係

### 他大学との協定

#### 国内大学
- 放送大学学園 - 単位互換協定を結んでおり、放送大学で取得した単位を卒業に要する単位として認定することができる[2]

#### 海外の大学
海外協定校
 中国
- 蘇州大学（蘇州市）

 韓国
- 蔚山大学校（蔚山広域市）
- 蔚山科学大学校（蔚山広域市）

 ニュージーランド
- ワイカト大学（ハミルトン市）

 カナダ
- バンクーバーアイランド大学（ブリティッシュコロンビア州）

 イギリス
- スターリング大学（スターリング）

 アメリカ合衆国
- ハワイ大学マノア校（ハワイ州）
- ハワイ大学 カピオラニ・コミュニティカレッジ（ハワイ州）

## 不祥事
2004年、2008年に教授によるセクシャルハラスメント（セクハラ）裁判が発生し宮崎地裁がセクハラを認めている、と報道された。2012年には4件目の事例が発覚し、中別府学長が引責辞任に追い込まれた。しかし、2008年の事件に関しては、その後、男性教授が「セクハラ虚偽公表で苦痛」訴訟を起こし、2012年11月2日に和解している。内容は、「裁判所から（男性教授への）処分は正当と認められ、セクハラも認定された」と公表したことについて、裁判所がセクハラと認定した事実はなく、公表内容は同大学の論評であったということを双方が確認。また、来年度から男性教授が７講義を開講し、同大学が受講生を募集することなども決めた、というもの（『宮崎日日新聞』2012年11月17日）。『朝日新聞』宮崎版（2012年11月20日）では、「セクハラ認定ない　教授と公立大が和解　損害賠償訴訟」の見出しで掲載されている。
2009年7月、50代後半の教授が1年生の女子学生にメールアドレスを教え「毎日顔を見せてほしい」とメールを送りつけたり、「弁当を作ってほしい」と話しかけられたりし、研究室で2人きりになると教授が手や太ももを触るといったセクハラが発生し同年10月に女子学生が学校側に通報。この学生以外にもセクハラによる被害者が1人いたが、学校側は同年12月に対策として男性教授に口頭で厳重注意したのみだった。ただし、学生は「処分は望まない」としている。
学生は防止対策が不十分だとして調査会設置を求めたが、「学生は当初、行為の停止を求め、外部に公表しないでほしいと言っていた」と大学側が述べ、理事長の判断で調査会を開かなかったが、報道後の2010年3月15日に調査委員会の設置、へと方針転換、同年8月に調査が終了し、12月に教授から准教授への降格処分がなされた。2009年7月のセクハラ事件は、2015年12月15日付で、最高裁がセクハラを不認定。教員処分無効の判決を下した。「宮崎公立大（宮崎市）の准教授の男性が、女子学生へのセクハラを理由に受けた停職と降格処分の無効と損害賠償を求めた訴訟は、いずれの処分も無効とし、減給分の給与などの支払いを大学に命じた二審福岡高裁宮崎支部判決が17日までに確定した。最高裁第三小法廷（山崎敏充裁判長）が15日付で大学の上告を退ける決定をした。